# Revanche des berceaux
La revanche des berceaux parfois appelée guerre des berceaux est une expression désignant l'époque de la résistance démographique des Canadiens français après la Conquête britannique, dont le but était d'avoir davantage de naissances (taux de fécondité plus  élevé) que les colons d'origine britannique.
Suivant les sources, la revanche des berceaux avait pour objectif de permettre aux francophones d'être supérieurs en nombre, ou du moins de résister à la chute du pourcentage de francophones provoquée par l'arrivée massive de colons anglophones (l'immigration de colons français étant devenue impossible). L'idée était qu'en devenant et/ou restant nombreux, il devenait ainsi plus ardu pour les anglophones d'assimiler et de discriminer les francophones.

## Historique
Avec le traité de Paris de 1763, la France renonça aux territoires de la Nouvelle-France au profit de la force d'invasion de la Grande-Bretagne à Montréal. Peu après, l'Acte de Québec de 1774 accordait à la province de Québec un vaste territoire depuis la vallée du fleuve Saint-Laurent jusqu'aux Grands Lacs et la vallée de l'Ohio. L'Acte restitua ainsi les droits de la noblesse seigneuriale, abolit le serment du test (qui excluait les catholiques de la fonction publique) et ramena l'usage du droit civil français.
Ainsi, les Canadiens français purent conserver leurs institutions et leur religion, ce qui n'empêcha pas des colons anglais de s'installer massivement sur des terres confisquées aux Canadiens français. De la même façon, les Métis, installés du Manitoba jusqu'à l’ouest du Québec, se virent aussi confisquer leurs terres en 1869. C'est ainsi que les Canadiens français résistèrent par la revanche des berceaux. L'Église catholique encourageait une tendance déjà évoquée par les colonies françaises du XVIIe siècle d'avoir davantage d'enfants pour finalement dépasser ou résister à l'augmentation du nombre de colons anglais.
Pour se rendre compte de cette explosion démographique, deux familles pouvaient former une équipe entière de hockey sur glace. Un couple avait en moyenne 14 enfants, qui pouvaient avoir 14 enfants chacun. Il était d'usage pour une femme d'avoir 14 enfants et 170 petits-enfants.
En 1871, un recensement permit de dénombrer 87 000 Acadiens au Canada, dont la moitié étaient au Nouveau-Brunswick, soit près de 15 % de la population de la province. En 1960, à la suite de la revanche des berceaux, les Acadiens représentaient 40 % des habitants de la province.
La situation s'est cependant inversée depuis la Révolution tranquille des années 1960, le Québec connaissant une chute drastique de sa natalité. C'est en 1970 que le nombre moyen d'enfants par femme passa sous le seuil de remplacement des générations (2,1 enfants par femme dans les pays développés). Ce nombre a continué de décroître jusqu'en 1987 en atteignant le plus faible niveau de son histoire, soit 1,36. Après une légère remontée au cours des années 1990, le niveau retomba à 1,45 en 2000. Une nouvelle remontée fut à l’œuvre à la fin de la première décennie des années 2000.
La fin de la revanche des berceaux a provoqué de nombreux débats sur l'avenir de la culture québécoise, du peuple québécois et de la langue française. L'exemple le plus célèbre fut peut-être la sortie en 1989 du documentaire Disparaître, écrit par Lise Payette. Chaque nouvelle annonce d'une baisse de la fécondité entraîne encore la publication d'articles et d'analyses sur le sujet.

## Démographie
La démographie de ce phénomène est complexe et peut être sujette à certains bémols dans la véracité des recensements à cause de deux facteurs. Le premier facteur est l’époque. Les années 1700 n’avaient pas d’ordinateur pour garder toutes les données en un seul endroit et il y avait de hauts risques de perdre les papiers officiels des recensements. Le deuxième facteur est le désir d’avoir plus de francophones que d’anglophones au sein de l’église. Il aurait été possible et facile pour les prêtres et l’Église francophone de falsifier les données de recensements. Il y a peu de données des Canadiens anglais dans les années 1700, les premières arrivent en 1851. Le site du gouvernement du Québec mentionne qu’en 1851, au Québec, il y avait 890 261 habitants tandis qu’en Ontario, dans la partie anglophone du Canada, il y avait 952 004 habitants, soi-disant 61 743 de plus que le Québec.
Une femme sur cinq dans les années 1800, avait 10 enfants ou plus. En général, les femmes avaient en moyenne 5 enfants par famille. À cette époque, il y avait un haut taux de mortalité infantile, ce qui pourrait expliquer pourquoi les familles avaient tendance à avoir plusieurs enfants. Dans cette dynamique de famille traditionnelle, le mariage est presque obligatoire et toujours religieux et le divorce est interdit. Le désir et le devoir de reproduction est élevé. Bien que la revanche des berceaux ait augmenté le taux de fécondité et d’habitants au Québec dans les années 1700/1800, aujourd’hui ce n’est plus la même chose, car après la fin de la revanche des berceaux vers la fin des années 1960, le Québec est devenu en sous-fécondité.

## Débats
La revanche des berceaux est un phénomène engendré par la déportation acadienne. À la suite de cette déportation, les Canadiens français ont décidé d’accroître les naissances. Ils voulaient dépasser en nombre leurs voisins anglophones, une manière de se venger de la déportation acadienne. « Dans un siècle, il n'y aura plus de Québec parlant majoritairement français, mais il y aura des Québécois partout dans le monde, sans lieu de retour, qui devront se trouver une patrie ... enfin! ». Ce phénomène sociodémographique a été souvent contesté. Il s’agirait plus d’un mythe qu’une réalité. Le démographe Jaques Henripin se questionne sur la situation de la fécondité avant 1870 et affirme que : « Tout se passe comme si la fécondité traditionnelle des Canadiens français était une fécondité nord-américaine. Peut-on parler de « revanche » quand il s'agit d'un comportement fécond semblable à celui de son « adversaire » ? ». Cette analyse met en doute la thèse de la revanche des berceaux. C’est à se demander quelle est la place de la revanche des berceaux, car la fécondité des québécois et des anglophones est très semblable. De plus, le Québec a toujours été plus en retard sur l’industrialisation que le reste du Canada. Il existe des données qui prouve que le Québec est en retard, l’Ontario est la province dont la structure ressemble le plus à celle du Québec, au Canada. En 1930, l’équipement téléphonique est beaucoup moins répandu qu’au Québec. Il y avait 42% d’équipement moins répandu dans cette province que celle de l’Ontario. On peut donc aussi expliquer pourquoi le taux de naissance au Québec a pris plus le temps à descendre que le reste du Canada. Les familles québécoises sont restées plus longtemps dans les terres agricoles et pour assurer la survie des terres, les familles devaient avoir des enfants pour avoir de la main d’œuvre et assurer l’héritage de la famille. La population a réduit le taux de naissance puisqu’ils ont quitté leurs terres agricoles pour s’installer dans la grande ville.
« Cet égoisme se traduit... [d'abord] par la restriction volontaire du nombre d'enfants - doctrine qui devient de plus en plus à la mode aujourd'hui, mais qui est simplement criminelle ; car c'est un crime de vivre dans la luxure […] ; c'est un crime de priver l'Église et Dieu d'enfants qui un jour peupleraient le ciel ; c'est un crime de priver sa patrie de bras pour la secourir et de poitrines pour la défendre. »
Les accommodations du travail ouvrier, en plus de nouveau logement, ne permettait pas d’accueillir les enfants en aussi grand nombre qu’autrefois. Un peu plus tard, vers les années 60’’, les québécois vivent dans un meilleur confort et ils réduisent considérablement leur nombre d’enfants. « [L]a revanche des berceaux s'avère ici une hypothèse inutile dans la mesure où elle conduirait à imputer à la Conquête des phénomènes qui préexistaient. » En somme, il semble qu’il n’y a pas assez de preuves concluantes qui prouvent que la revanche des berceaux a été motivée par l’affiliation de la langue française par les québécois.